# Gouden Ganzenveer
De Gouden Ganzenveer is een Nederlandse literatuurprijs die wordt uitgereikt door de Academie De Gouden Ganzenveer. De Academie lauwert hiermee een persoon of instituut vanwege zijn of haar grote betekenis voor het geschreven woord in de Nederlandse taal.
De eerste Gouden Ganzeveer werd in 1955 toegekend, bij het 75-jarig bestaan van de Koninklijke Nederlandse Uitgeversbond.
Jet Bussemaker is voorzitter van de Academie De Gouden Ganzeveer. Zij volgde Gerdi Verbeet en Paul Schnabel op.

## Laureaten

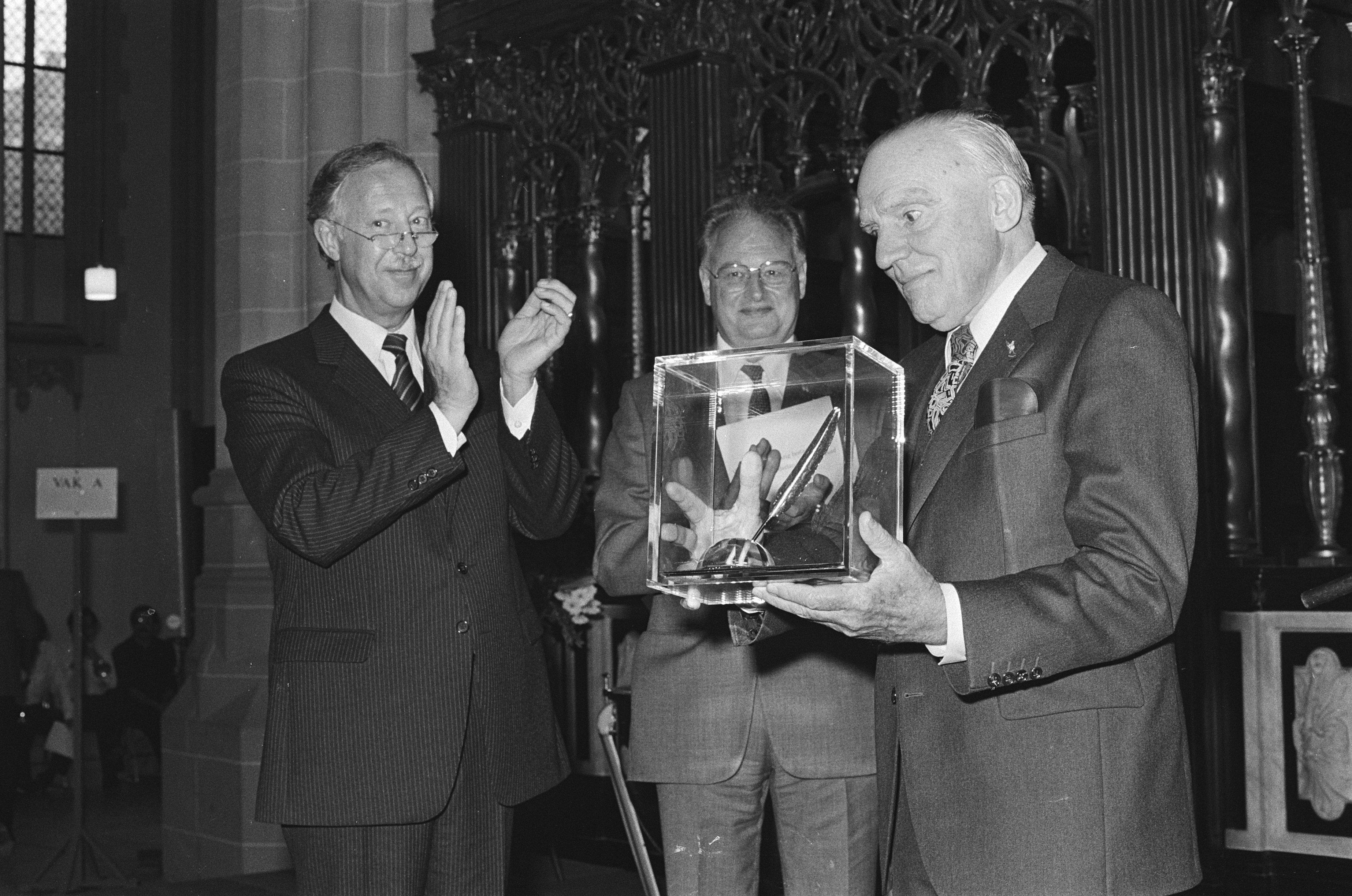
De la Fontaine Verwey krijgt Gouden Ganzenveer (1980)

- 1955 - Koninklijke Nederlandse Akademie van Wetenschappen
- 1957 - Adriaan Barnouw, historicus
- 1960 - Jan Hendrik Oort, sterrenkundige
- 1965 - Bram Hammacher, kunsthistoricus
- 1980 - Herman de la Fontaine Verwey, bibliothecaris en publicist
- 1983 - Bernard Lievegoed, psychotherapeut, sociaal-pedagoog en publicist

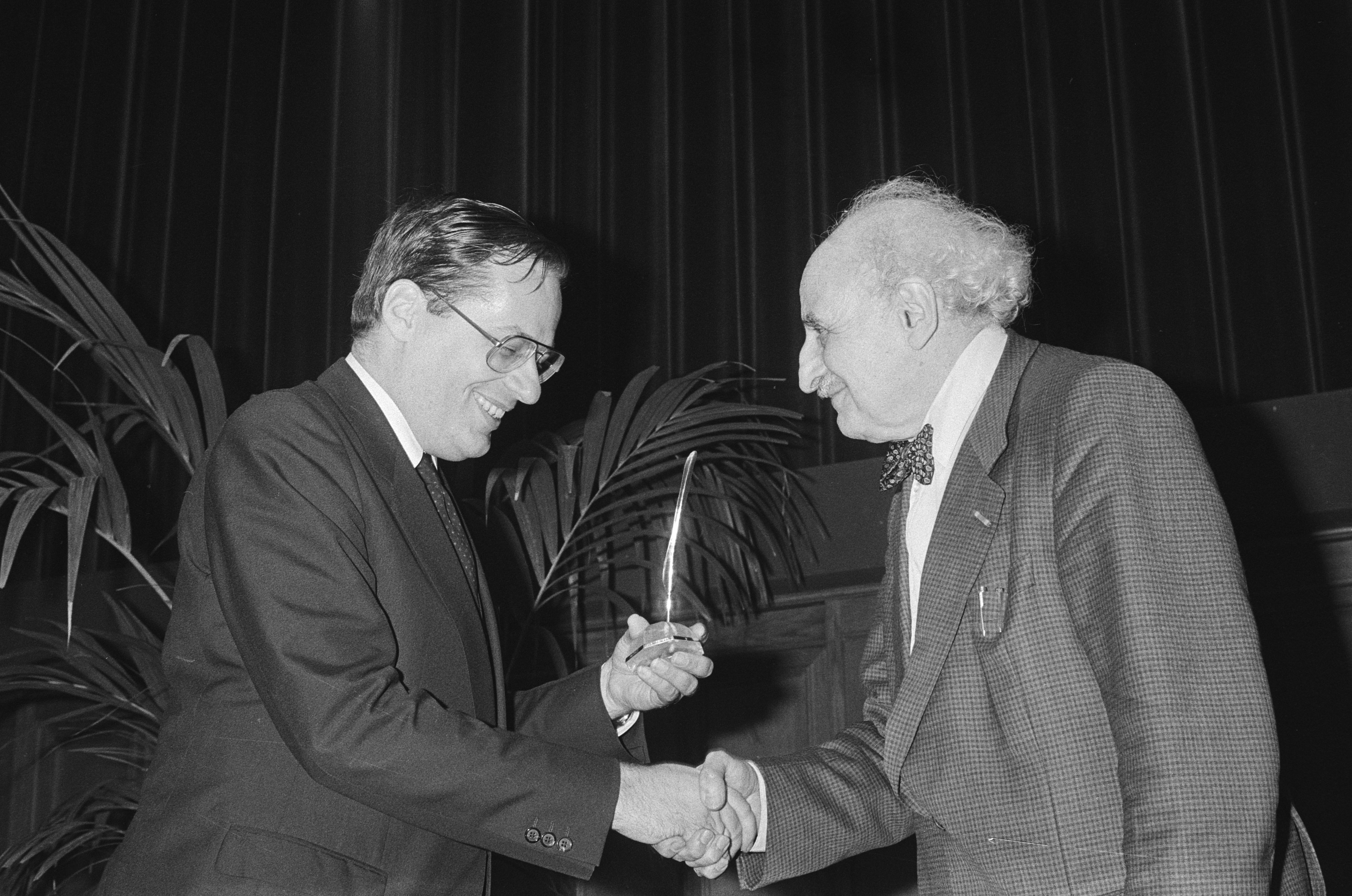
Hans Freudenthal, 1984

- 1984 - Hans Freudenthal, wiskundige
- 1985 - Jan Tinbergen, econoom
- 1986 - Vereniging tot Behoud van Natuurmonumenten

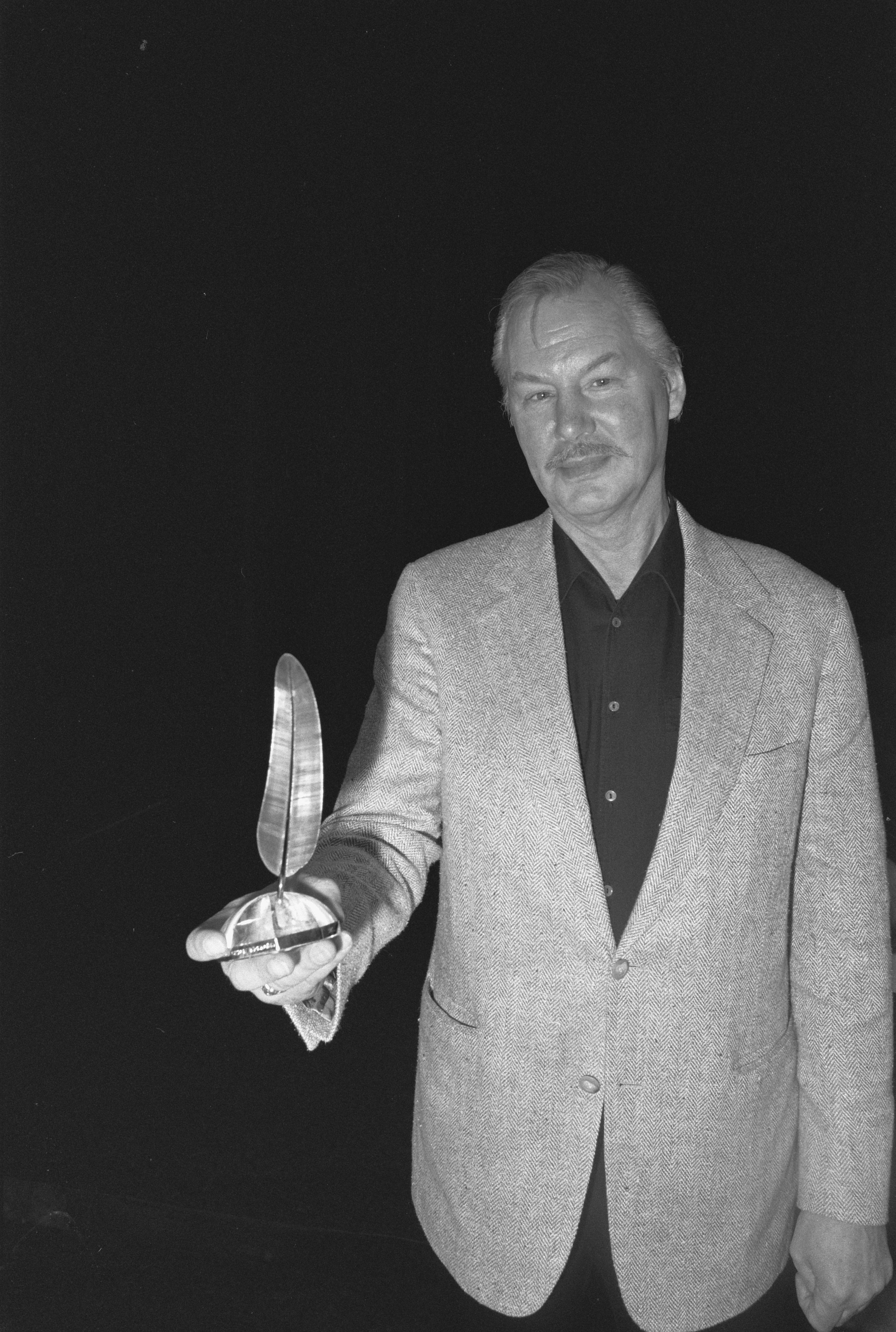
Armando (1987)

- 1987 - Armando, schilder en schrijver
- 1988 - Lou de Jong, historicus
- 1989 - Edward Schillebeeckx, O.P., theoloog
- 1990 - Lucas Reijnders, milieukundige
- 1991 - Cultureel supplement, NRC Handelsblad
- 1992 - Arthur Lehning, sociaal-historicus en schrijver
- 1993 - Pierre H. Dubois en Simone Dubois, schrijversechtpaar
- 1996 - H.J.A. Hofland, journalist
- 1999 - Letterkundig Museum
- 2002 - Michaël Zeeman, literatuurcriticus[2]
- 2003 - Jan Blokker, schrijver en journalist[3]
- 2004 - Kees van Kooten, schrijver[4]
- 2005 - Maria Goos, schrijfster[5]
- 2006 - Peter van Straaten, tekenaar en schrijver[6]
- 2007 - Tom Lanoye, schrijver[7]
- 2008 - Joost Zwagerman, schrijver[8]
- 2009 - Adriaan van Dis, auteur[9]
- 2010 - Joke van Leeuwen, auteur, dichter, illustrator en cabaretière[10]
- 2011 - Remco Campert, schrijver[11]
- 2012 - Annejet van der Zijl, schrijver[12]
- 2013 - Ramsey Nasr, dichter, schrijver, acteur, en regisseur[13]
- 2014 - David Van Reybrouck,  wetenschapper, cultuurhistoricus, archeoloog en schrijver[14]
- 2015 - Geert Mak, journalist en schrijver[15]
- 2016 - Xandra Schutte, essayist en hoofdredacteur
- 2017 - Arnon Grunberg, schrijver[16]
- 2018 - Antjie Krog, dichter
- 2019 - Ian Buruma, publicist
- 2020 - Abdelkader Benali, Marokkaans-Nederlands schrijver[17]
- 2021 - Margot Dijkgraaf, literatuurcriticus en auteur[18]
- 2022 - Nelleke Noordervliet, (roman)schrijfster en columniste
- 2023 - Jan Brokken, schrijver
- 2024 - Babs Gons, dichter
- 2025 - Bart van Loo, auteur en conferencier[19][20]

## Jonge Veer
Sinds 2022 kent de laureaat een Jonge Veer toe aan een persoon onder de 35 jaar die een bijzondere verdienste heeft voor de Nederlandse taal. In dat jaar werd de Jonge Veer toegekend aan Nina Polak voor haar "virtuoze omgang met taal, het geschreven woord en de versterking van de leescultuur onder jongere generaties". In 2023 werd de aanmoedigingsprijs toegekend aan Charlotte Van den Broeck.